# 小北湖
小北湖是一个位于中国黑龙江省宁安市的湖泊，面积约为10平方千米。